# 成人節目
成人節目是指內容包括黃色笑話、性描寫等色情內容的綜藝節目，大多在深夜播出。
在日本的五個核心局中，TBS電視台及富士電視台較少播出過色情節目。日本電視台的《11PM》、朝日電視台及其前身NET電視台的《23時秀》、《今夜》等深夜資訊節目則有成人節目色彩。東京電視台是製作成人節目最多的核心局。各獨立台及衛星電視頻道較多有較多成人節目。日本放送協會（NHK）因其公共廣播性質，從未製作過成人節目。1990年代之後，日本無線電視的深夜資訊節目已較少介紹色情內容，2000年代後期後更完全消失。但日本仍存在天堂電視等播出成人節目的衛星電視頻道。